# Jean de Sève
 (septembre 2013).
Si vous disposez d'ouvrages ou d'articles de référence ou si vous connaissez des sites web de qualité traitant du thème abordé ici, merci de compléter l'article en donnant les références utiles à sa vérifiabilité et en les liant à la section « Notes et références ».
Jean Sève, écuyer, seigneur de Froment et de Villette, est receveur des finances en la généralité de Lyon et prévôt des marchands de cette ville de 1612 à 1614. Il acquiert la seigneurie de Fléchères en 1606.  

## Armoiries
«Fascé d'or et de sable de six pièces, à la bordure contre componée de même. »